# Сальвадор, Мария Исабель
Мария Исабель Сальвадор (исп. María Isabel Salvador; 28 января 1962, Кито) — эквадорский политический и государственный деятель, дипломат.

## Биография
Дочь дипломата Хорхе Сальвадора Лара.
Изучала право в Папском католическом университете Эквадора. Позже, получила степень по административному управлению в Женевском университете, также имеет степени Университета Сан-Франциско-де-Кито, Университета Андреса Белло, Чили, и Европейского университета Мадрида, Испания.
Работала в индустрии туризма в качестве генерального директора Air France в Эквадоре и вице-президента национальной туристической палаты.
Член социалистической партии Альянс ПАИС. В 2005—2007 годах занимала пост министра туризма Эквадора. Работала Министром иностранных дел, торговли и интеграции в 2007—2008 годах.
В 2009—2010 годах представляла Эквадор в парламенте Андского сообщества. В 2010—2013 годах — посол Эквадора в Организации американских государств. Была председателем Совета управляющих Галапагосских островов.